# 2006-os magyar birkózóbajnokság
A 2006-os magyar birkózóbajnokság a kilencvenkilencedik magyar bajnokság volt. A férfi kötöttfogású bajnokságot április 8-án rendezték meg Egerben, a férfi szabadfogású bajnokságot augusztus 26-án Miskolcon, a női szabadfogású bajnokságot pedig október 28-án Dabason.

## Eredmények

### Férfi kötöttfogás
| Versenyszám | Arany                        | Arany | Ezüst                          | Ezüst | Bronz                                                    | Bronz |
| ----------- | ---------------------------- | ----- | ------------------------------ | ----- | -------------------------------------------------------- | ----- |
| 55 kg       | Oláh Tibor Váci Forma SE     |       | Jäger Krisztián BVSC-Ganz-Tát  |       | Szabó Gábor Szegedi VSEMajer Roland Kecskeméti TE        |       |
| 60 kg       | Komáromi Ede Egri Vasas      |       | Purczeld Gábor Csepeli BC      |       | Mischinger György Egri VasasGérnyi Dávid Csepeli BC      |       |
| 66 kg       | Lőrincz Tamás Ceglédi VSE    |       | Kliment László Ferencvárosi TC |       | Zelei István Kecskeméti TEDreschler Attila Váci Forma SE |       |
| 74 kg       | Horváth András Kecskeméti TE |       | Bácsi Péter Ferencvárosi TC    |       | Módos Csaba Szigetvári BSERobotka László BVSC-Ganz-Tát   |       |
| 84 kg       | Bárdosi Sándor Váci Forma SE |       | Fodor Zoltán Ferencvárosi TC   |       | Virág Szilárd Ferencvárosi TCDajka Zsolt Kecskeméti TE   |       |
| 96 kg       | Kiss Balázs BVSC-Ganz-Tát    |       | Nunajev Juszup Váci Forma SE   |       | Kapuvári Gábor Sziget SCNémeth Iván Ferencvárosi TC      |       |
| 120 kg      | Branda Gyula Kőbánya SC      |       | Balla András Vasas SC          |       | Bures Antal Vasas SCKaló Béla Csepeli BC                 |       |

### Férfi szabadfogás
| Versenyszám | Arany                                               | Arany | Ezüst                                | Ezüst | Bronz                                                                | Bronz |
| ----------- | --------------------------------------------------- | ----- | ------------------------------------ | ----- | -------------------------------------------------------------------- | ----- |
| 55 kg       | Tőzsér Sándor Kazincbarcikai VSE-Kabai Meteorit SE  |       | Majer Roland Kecskeméti TE           |       | Szabó Czibolya Gábor Szegedi VSEKiss Károly Túrkevei VSE-Szegedi VSE |       |
| 60 kg       | Zelei Gábor Kecskeméti TE                           |       | Farkas Gábor Vasas SC                |       | Beischlag Péter Csepeli BCMischinger György Egri Vasas               |       |
| 66 kg       | Wöller Gergő Testnevelési Főiskola SE-Vasi Volán SE |       | Kácsor László Vasas SC               |       | Dobozi Zoltán Csepeli BCBörcsök László Orosházi Spartacus            |       |
| 74 kg       | Hatos Gábor Haladás VSE                             |       | Wöller Ákos Vasi Volán SE-Csepeli BC |       | Zelei István Kecskeméti TESzabó Gergő Váci Forma SE                  |       |
| 84 kg       | Ritter Árpád Csepeli BC                             |       | Veréb István Haladás VSE             |       | Szabacsi József Vasas SCDajka Zsolt Kecskeméti TE                    |       |
| 96 kg       | Bóna Dániel Csepeli BC                              |       | Kapuvári Gábor Sziget SC             |       | Vancsó Viktor Diósgyőri BCNagy József Kecskeméti TE                  |       |
| 120 kg      | Aubéli Ottó Váci Forma SE                           |       | Tóth András Csepeli BC               |       | Kaló Béla Csepeli BCBures Antal Vasas SC                             |       |

### Női szabadfogás
| Versenyszám | Arany                                                | Arany | Ezüst                            | Ezüst | Bronz                              | Bronz |
| ----------- | ---------------------------------------------------- | ----- | -------------------------------- | ----- | ---------------------------------- | ----- |
| 48 kg       | Sárközi Viktória Ceglédi VSE                         |       | Csatári Éva Csepeli BC           |       | Szűcs Lidia Csepeli BC             |       |
| 51 kg       | Szebeni Petra Csepeli BC                             |       | Császár Krisztina Diósgyőri BC   |       | Kapitány Etelka Pestszentimrei BSE |       |
| 55 kg       | Godó Kitti Ferencvárosi TC-Testnevelési Főiskola SE  |       | Szabó Emese Kiskunfélegyháza VTK |       | Elek Krisztina Tatabányai SC       |       |
| 59 kg       | Hajdú Anikó Mosonmagyaróvári Delta SE                |       | Oravecz Katalin Tatabányai SC    |       | –                                  |       |
| 63 kg       | Sastin Marianna Csepeli BC-Mosonmagyaróvári Delta SE |       | Szerencse Mónika Dabasi VSE      |       | Nehéz Erika Soltvadkerti TE        |       |
| 67 kg       | Lenkó Petra Dunaharaszti MTK                         |       | Tomana Kinga Dunaharaszti MTK    |       | –                                  |       |
| 72 kg       | Körtély Csilla Pestszentimrei BSE                    |       | Gaál Zsófia Csepeli BC           |       | Csánó Zsófia Tatabányai SC         |       |